# Bab Menara

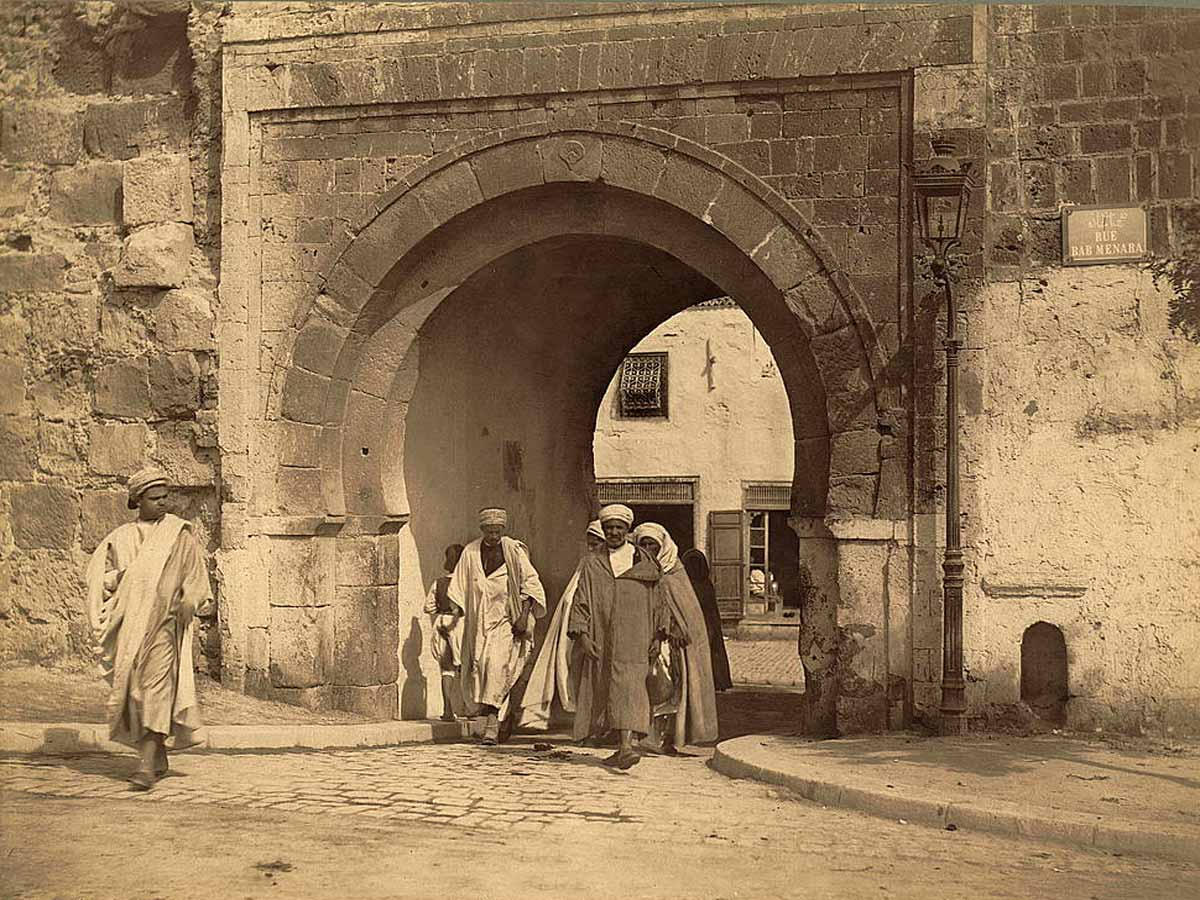
De Bab Menara in 1900.

De Bab Menara (Arabisch: باب منارة) is een stadspoort aan de rand van de Tunesische hoofdstad Tunis. De poort is gebouwd omstreeks 1276 en is gelegen aan een markt en bij een moskee. Het bouwwerk maakt deel uit van de muur die om het centrum van de stad loopt.